# Álmos d'Ungheria
Álmos, talvolta Almus (in slovacco e in croato Almoš (1070 circa o 1075 – Costantinopoli, 1º settembre 1127), fu un membro della dinastia degli Arpadi e figlio di Géza I d'Ungheria.
Fratello del re Colomanno, egli ricoprì diversi incarichi governativi nel regno d'Ungheria.

## Biografia

### Primi anni
Álmos era il più giovane dei due figli sopravvissuti all'infanzia del futuro re Géza I. Si crede che sua madre fosse stata la prima moglie di suo padre, Sofia, in quanto la seconda consorte Sinadene, una nobildonna bizantina il cui nome di battesimo è incerto, tornò in patria dopo la morte del marito. Secondo gli storici Gyula Kristó e Márta Font, sia Álmos che suo fratello maggiore Colomanno nacquero intorno al 1070.
Salito al potere nel 1074, Géza I morì il 25 aprile 1077. Gli successe suo fratello, Ladislao I, in quanto Colomanno e Álmos erano ancora in giovane età. Il nuovo sovrano si convinse a instradare Colomanno verso una carriera ecclesiastica. Una simile decisione appariva piuttosto insolita, se si tiene presente che tale percorso non riguardava quasi mai i primogeniti, ma piuttosto chi si trovava nella condizione di Álmos.
Tra il 1084 e il 1091 Álmos ricoprì il ruolo di duca di Slavonia, mentre tra il 1091 e il 1095 fu nominato duca di Croazia. Stando alla Chronica Picta, sia Colomanno che Álmos accompagnarono lo zio in una campagna militare contro la Boemia nella primavera del 1095. Prima di raggiungere il confine del suo regno, Ladislao I «fu sopraffatto da una grave infermità» e decise di nominare Álmos quale suo erede. Tuttavia, Colomanno si oppose alla decisione dello zio e decise di trovare rifugio in Polonia.

### Conflitto con Colomanno
Colomanno fece ritorno dopo la morte di re Ladislao per rivendicare i suoi diritti alla massima carica. A giudizio della Chronica Picta, fu suo zio ad averlo sollecitato a lasciare la Polonia per tornare a sud. La stessa fonte aggiunge che Álmos «nella pura semplicità del suo cuore onorò suo fratello Colomanno e gli concesse la corona del regno», circostanza la quale suggerisce che Colomanno salì al trono senza che avvenissero degli spargimenti di sangue. D'altra parte, fu incoronato monarca soltanto all'inizio del 1096, ragion per cui i due fratelli stavano combattendo per la corona prima che stringessero un accordo. Colomanno fu incoronato nella città di Albareale dall'arcivescovo Serafino di Strigonio. Secondo la Chronica Picta, allo stesso tempo «concesse tutti i diritti relativi al ducato» ad Álmos. Questo resoconto dimostra che Álmos riconobbe l'autorità del fratello soltanto in cambio dell'assegnazione del ducatus, ovvero una porzione di territorio del regno pari a circa un terzo della dimensione totale che godeva di uno status semi-autonomo (Tercia pars regni) e che in precedenza era stata già gestita dal loro padre e ancor prima da loro nonno Béla.
Dopo le vittorie riportate da Colomanno su alcuni razziatori crociati nel 1096, Enrico IV, imperatore del Sacro Romano Impero, che Ladislao I aveva sostenuto contro papa Urbano II nei suoi ultimi anni, scrisse una lettera al duca Álmos. Nella missiva il tedesco affermava che Colomanno aveva «trascurato» i suoi «doveri per compiacere i propri bisogni» e veniva chiesto l'intervento di Álmos per ovviare a questi comportamenti. Tuttavia, il re, in passato un vescovo, non continuò la politica estera del suo predecessore e si schierò a sostegno dell'autorità papale. Lo storico Gyula Kristó sostiene che, poiché suo fratello Álmos aveva per anni intessuto uno stretto rapporto con l'imperatore Enrico, la decisione di Colomanno potrebbe aver influenzato la sua politica anti-imperiale.
Colomanno invase la Croazia e partecipò lui stesso alla campagna avviata nel 1097. Approfittando dell'assenza del sovrano, Álmos si convinse a ottenere la corona per sé e, a tal fine, iniziò a cospirare contro suo fratello radunando varie unità dell'esercito reale. Colomanno tornò dalla Croazia tempo dopo e, messo al corrente della situazione, marciò verso il ducato di suo fratello con le sue truppe nel 1098. I due eserciti si incontrarono a Tiszavárkony, con il solo fiume Tibisco a separare gli schieramenti avversi. Tuttavia, i comandanti delle due truppe iniziarono i negoziati e decisero di non combattere gli uni contro gli altri, costringendo Colomanno e Álmos a stipulare una pace.
(Chronica Picta)

#### Scontro finale

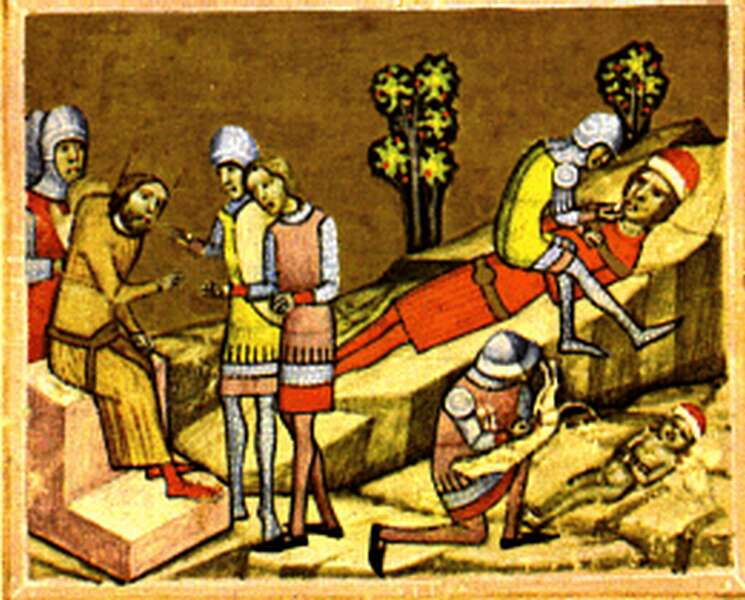
Álmos e suo figlio Béla II vengono accecati per ordine di Colomanno. Miniatura tratta dalla Chronica Picta

Il conflitto riesplose pochi anni dopo tra i due fratelli, quando Colomanno fece incoronare suo figlio di quattro anni, Stefano, nel 1105, generando l'aperto dissenso a cui si lasciò andare Álmos. Il duca lasciò l'Ungheria e chiese assistenza all'imperatore Enrico IV contro il re. Tuttavia, la richiesta di aiuto cadde nel vuoto, in quanto l'imperatore era impegnato a sedare una rivolta scatenata dal proprio figlio Enrico V. Álmos tornò in Ungheria nel 1106, ma presto dovette abbandonarla e si recò in cerca di asilo da suo cognato, Boleslao III di Polonia. Una volta convinto il suo parente a fornirgli supporto, il magiaro varcò i confini del regno ed espugnò la fortezza di Abaújvár. Allo scopo di neutralizzare l'ausilio esterno, Colomanno tenne un incontro con Boleslao III e i due monarchi giunsero a un'intesa, «giur[andosi] amicizia e fratellanza in eterno». Privo dell'appoggio del monarca polacco, Álmos dovette cedere il possesso di quanto conquistato a Colomanno.

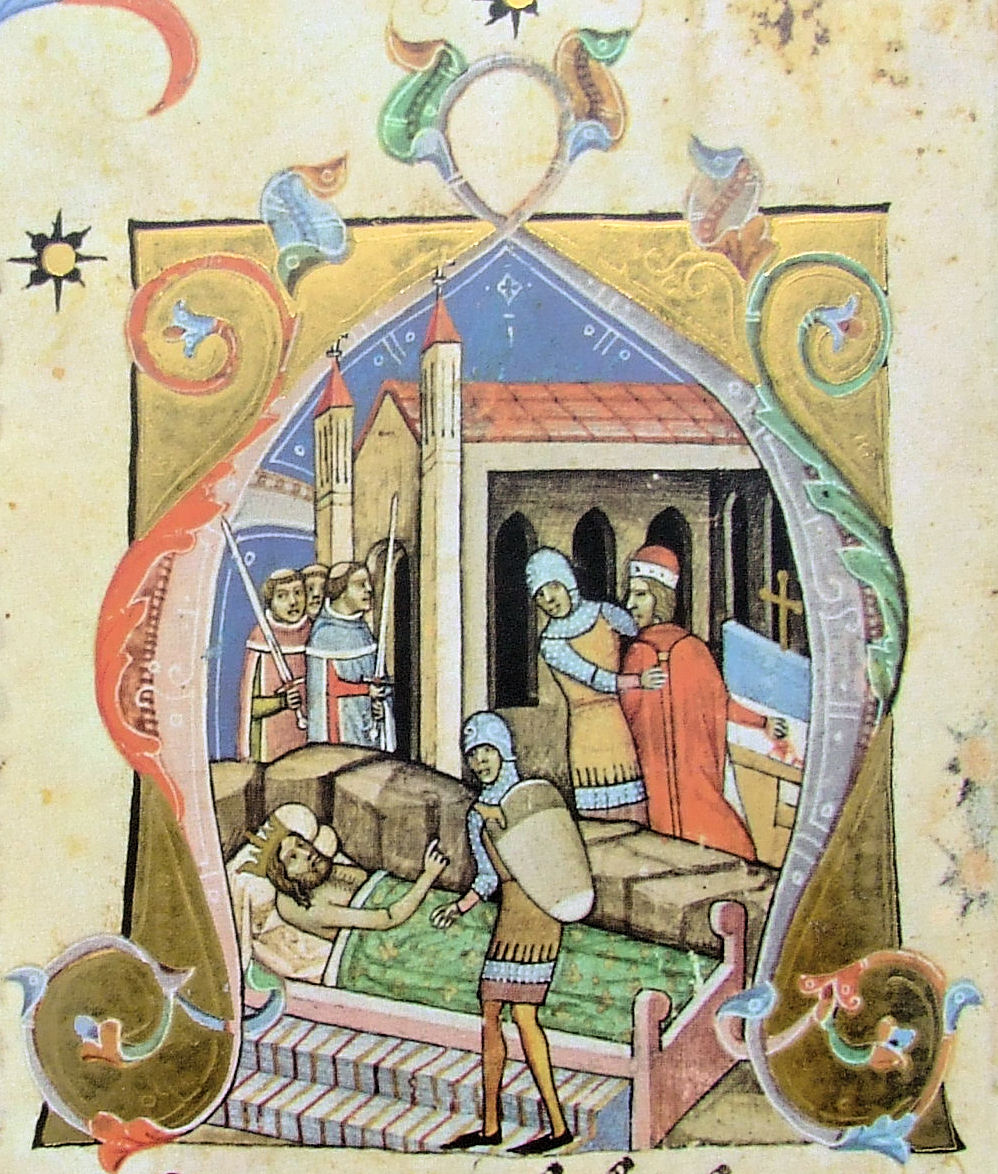
Colomanno fa imprigionare il cieco Álmos prima della sua morte. Miniatura tratta dalla Chronica Picta

Re Colomanno decise di approfittare dell'assenza di Álmos, che aveva compiuto un pellegrinaggio in Terra santa, e si impadronì del suo ducato nel 1107 o 1108. Sebbene ad Álmos fosse stato concesso di preservare i propri feudi, l'annessione del suo ducato assicurò l'integrità del regno di Colomanno. Abbandonata la Terra Santa, Álmos scoprì quanto successo e decise poco dopo di fondare un monastero a Dömös. In occasione della sua consacrazione, dove era presente anche Colomanno, Álmos sarebbe stato accusato di aver provato a compiere un attentato ai danni del monarca, cosa questa ritenuta del tutto falsa dalla Chronica Picta. Colomanno decise di far arrestare suo fratello, ma «i più reverendi vescovi e altri dignitari ben disposti» intervennero a favore di Álmos e, in tal modo, «si giunse a giurare solennemente la riconciliazione» tra i due consanguinei.
Álmos partì alla volta di Passavia, nella Bassa Baviera; su sua richiesta, Enrico V di Franconia invase l'Ungheria e cinse d'assedio Presburgo (l'odierna Bratislava, in Slovacchia) nel settembre 1108. Nello stesso frangente, il duca Svatopluk di Boemia, a sostegno anch'egli di Álmos, eseguì un'incursione nelle regioni a nord del Danubio. Tuttavia, Boleslao III di Polonia, come detto giunto a un accordo di alleanza con Colomanno, invase la Boemia, costringendo il duca ceco a ritirarsi. Sebbene anche il tentativo dell'imperatore di espugnare Presburgo si concluse con un fallimento, egli riuscì a persuadere Colomanno a perdonare il fratello ribelle, con il risultato che egli poté tornare in Ungheria.
Colomanno scoprì che, nonostante tutte le vicissitudini, Álmos stava nuovamente cospirando per impadronirsi del trono. Ormai estenuato dall'atteggiamento del suo consanguineo, Colomanno fece prigioniero Álmos e il suo giovane figlio, Béla, accecando entrambi per assicurare una successione pacifica al proprio discendente. Nella stessa occasione, molti dei sostenitori di suo fratello subirono mutilazioni simili. A seguito di questo evento, Álmos si diede a una vita eremitica andando a risiedere nel monastero di Dömös. Quando Colomanno morì nel 1116, suo figlio Stefano fu incoronato al suo posto ad Albareale. La sua pacifica successione dimostra che le misure di sicurezza attuate da Colomanno per impedire ad Álmos di aspirare al trono si rivelarono efficaci.

### Esilio
Secondo la Chronica Picta, l'ormai accecato Álmos, «temendo la sua morte per mano di re Stefano», fuggì nell'impero bizantino. Molti dei suoi sostenitori lo seguirono e l'imperatore Giovanni II Comneno acconsentì a fornirgli ospitalità e protezione in una città della Macedonia. Il romeo Giovanni Cinnamo conferma che l'imperatore «si fece una buona impressione» di Álmos «e lo ricevette con cordialità». L'autore aggiunge che Stefano II «spedì dei suoi ambasciatori presso l'imperatore chiedendogli che «Álmos venisse espulso» dall'impero bizantino, ma la sua richiesta andò respinta. Le fonti non specificano l'anno della fuga di Álmos, ma si tende a ritenere che essa avvenne intorno al 1125. Lo storico Ferenc Makk riferisce che Álmos fu costretto ad abbandonare l'Ungheria perché aveva tentato di approfittare dei fallimenti militari riportati da Stefano in Volinia e Dalmazia al fine di cospirare contro la corona. La sua partenza scatenò la guerra bizantino-ungherese del 1127-1129, ma Álmos non ne vide la fine poiché morì in esilio il 1º settembre 1127.
Suo figlio Béla detto il Cieco avrebbe regnato in Ungheria nel 1131. Le spoglie del duca furono restituite all'Ungheria nel 1137.

## Ascendenza
Di seguito un albero genealogico di Álmos.
|                    |                     |                         | Genitori              |  |  | Nonni |  |  | Bisnonni |  |  | Trisnonni |  |
|                    |                     |                         |                       |  |  |       |  |  | Vazul    |  |  | Mihály    |  |
|                    |                     |                         |                       |  |  |       |  |  | Vazul    |  |  | Mihály    |  |
|                    |                     | …                       |                       |  |  |       |  |  | Vazul    |  |  |           |  |
| Béla I d'Ungheria  |                     |                         |                       |  |  |       |  |  | Vazul    |  |  |           |  |
|                    |                     | …                       | …                     |  |  |       |  |  |          |  |  |           |  |
|                    |                     | …                       | …                     |  |  |       |  |  |          |  |  |           |  |
|                    |                     | …                       | …                     |  |  |       |  |  |          |  |  |           |  |
| Géza I d'Ungheria  |                     | …                       |                       |  |  |       |  |  |          |  |  |           |  |
|                    |                     | Miecislao II di Polonia | Boleslao I di Polonia |  |  |       |  |  |          |  |  |           |  |
|                    |                     | Miecislao II di Polonia | Boleslao I di Polonia |  |  |       |  |  |          |  |  |           |  |
|                    |                     | Miecislao II di Polonia | Emnilda di Lusazia    |  |  |       |  |  |          |  |  |           |  |
| Richeza di Polonia |                     | Miecislao II di Polonia |                       |  |  |       |  |  |          |  |  |           |  |
|                    |                     | Richeza di Lotaringia   | Azzo di Lotaringia    |  |  |       |  |  |          |  |  |           |  |
|                    |                     | Richeza di Lotaringia   | Azzo di Lotaringia    |  |  |       |  |  |          |  |  |           |  |
|                    |                     | Richeza di Lotaringia   | Matilde di Germania   |  |  |       |  |  |          |  |  |           |  |
| Álmos d'Ungheria   |                     | Richeza di Lotaringia   |                       |  |  |       |  |  |          |  |  |           |  |
|                    | Giselberto di Loon? | …                       |                       |  |  |       |  |  |          |  |  |           |  |
|                    | Giselberto di Loon? | …                       |                       |  |  |       |  |  |          |  |  |           |  |
|                    | Giselberto di Loon? | …                       |                       |  |  |       |  |  |          |  |  |           |  |
| Emmo di Loon       | Giselberto di Loon? |                         |                       |  |  |       |  |  |          |  |  |           |  |
|                    |                     | Liutgarda di Namur      | …                     |  |  |       |  |  |          |  |  |           |  |
|                    |                     | Liutgarda di Namur      | …                     |  |  |       |  |  |          |  |  |           |  |
|                    |                     | Liutgarda di Namur      | …                     |  |  |       |  |  |          |  |  |           |  |
| Sofia di Loon      |                     | Liutgarda di Namur      |                       |  |  |       |  |  |          |  |  |           |  |
|                    |                     | …                       | …                     |  |  |       |  |  |          |  |  |           |  |
|                    |                     | …                       | …                     |  |  |       |  |  |          |  |  |           |  |
|                    |                     | …                       | …                     |  |  |       |  |  |          |  |  |           |  |
| Swanilda di Frisia |                     | …                       |                       |  |  |       |  |  |          |  |  |           |  |
|                    |                     | …                       | …                     |  |  |       |  |  |          |  |  |           |  |
|                    |                     | …                       | …                     |  |  |       |  |  |          |  |  |           |  |
|                    |                     | …                       | …                     |  |  |       |  |  |          |  |  |           |  |
|                    |                     | …                       |                       |  |  |       |  |  |          |  |  |           |  |

Il 21 agosto 1104, Álmos sposò Predslava di Kiev, da cui ebbe i seguenti figli:
- Adelaide, (1107 circa - 1140), sposò Sobeslao I di Boemia nel 1123.
- Béla II, re d'Ungheria al potere dal 1131 al 1141. Nel 1129 sposò Elena di Raška (Rascia) e insieme ebbero almeno sei figli.
- Edvige, o Sofia (1107-1138), sposò il duca Adalberto d'Austria nel 1132.

### Fonti primarie
- (EN) Giovanni Cinnamo, Deeds of John and Manuel Comnenus by John Kinnamos, traduzione di Charles M. Brand, Columbia University Press, 1976, ISBN 0-231-04080-6.
- (EN) Gallo Anonimo, The Deeds of the Princes of the Poles, traduzione di Paul W. Knoll e Frank Schaer, Central European University Press, 2003, ISBN 963-9241-40-7.
- (EN) Dezső Dercsényi, Leslie S. Domonkos (a cura di), Chronica Picta, Corvina, Taplinger Publishing, 1970, ISBN 0-8008-4015-1.
- (EN) The letters of Henry IV: Henry thanks Duke Almus for his support and promises him a reward, in Imperial Lives & Letters of the Eleventh Century, traduzione di Theodor Mommsen e Karl F. Morrison, Columbia University Press, 2000,  pp. 52-100, ISBN 978-0-231-12121-7.

### Fonti secondarie
- (EN) Július Bartl, Dušan Škvarna, Viliam Čičaj e Mária Kohútova, Slovak History: Chronology & Lexicon, Wauconda, Bolchazy-Carducci Publishers, 2002, ISBN 978-08-65-16444-4.
- (EN) Pál Engel, The Realm of St Stephen: A History of Medieval Hungary, 895-1526, I.B. Tauris Publishers, 2001, ISBN 1-86064-061-3.
- (EN) John Van Antwerp Jr. Fine, The Early Medieval Balkans: A Critical Survey from the Sixth to the Late Twelfth Century, Ann Arbor, University of Michigan Press, 1991, ISBN 0-472-08149-7.
- (EN) Márta Font, Koloman the Learned, King of Hungary, Szegedi Középkorász Műhely, 2001, ISBN 963-482-521-4.
- (EN) László Kontler, Millennium in Central Europe: A History of Hungary, Atlantisz Publishing House, 1999, ISBN 963-9165-37-9.
- (HU) Gyula Kristó e Ferenc Makk, Az Árpád-ház uralkodói [Sovrani della casata degli Arpadi], I.P.C. Könyvek, 1996, ISBN 963-7930-97-3.
- (EN) Ferenc Makk, The Árpáds and the Comneni: Political Relations between Hungary and Byzantium in the 12th century, traduzione di György Novák, Akadémiai Kiadó, 1989, ISBN 963-05-5268-X.
- (EN) Tadeusz Manteuffel, The Formation of the Polish State: The Period of Ducal Rule, 963-1194, traduzione di Andrew Gorski, Wayne State University Press, 1982, ISBN 0-8143-1682-4.
- Adriano Papo e Gizella Nemeth Papo, Storia e cultura dell'Ungheria: dalla preistoria del bacino carpatodanubiano all'Ungheria dei giorni nostri, Rubbettino, 2000, ISBN 978-88-72-84988-0.
- (EN) Günter Prinzing, Maciej Salamon e Paul Stephenson, Byzantium and East Central Europe, Universitas, 2001.
- (EN) Paul Stephenson, Byzantium's Balkan Frontier: A Political Study of the Northern Balkans, 900-1204, Cambridge University Press, 2000, ISBN 978-0-521-02756-4.